# Tatiana Nikolàieva
Tatiana Petrovna Nikolàieva (rus: Татья́на Петро́вна Никола́ева, 4 de maig de 1924, Béjitsa, gubèrnia de Briansk - 22 de novembre de 1993, San Francisco, Estats Units) fou una pianista, compositora, professora i figura pública russa de la Unió Soviètica. Guanyadora del Premi Stalin de primer grau (1951). Artista del Poble de l'URSS (1983).

## Biografia
Va créixer en una família de músics. La seva mare era pianista professional i el seu pare era farmacèutic però amant de la música. Tocava el violí i el violoncel de manera amateur. Es va criar en un ambient molt musical. Durant la seva infància hi havia constantment vetllades musicals a casa, concerts improvisats o reunions.
Com que la seva mare havia estudiat música d'una manera molt professional, Nikolàieva va començar les seves primeres nocions de música de ben petita i de la mà de la seva mare. Va començar a estudiar el piano amb tres anys i a compondre amb dotze. Nikolàieva es va formar amb Aleksandr Goldenvéizer, qui també havia sigut el professor de la seva mare. Nikolàieva i es va convertir en una de les seves alumnes predilectes i ella sempre parlà d'ell amb un gran respecte: "Ell no només em va ensenyar a tocar el piano, ell em va ensenyar també com viure, veure la vida en tots els seus aspectes."
Quan tenia tretze anys, la seva mare la va portar a Moscou. Allà va realitzar les proves per accedir al Conservatori i va guanyar una de les 25 places vacants d'entre 600 candidats. Va rebre clases de composició del mestre Golubev i de piano d'Aleksandr Goldenvéizer. Durant aquest temps va compondre una cantata anomenada Pesn o Chastye (Song About Happiness) i dos concerts per a piano. El primer concert, en Si Major, es va enregistrar amb la USSR State Symphony Orchestra sota la direcció de Kirill Kondrashin.
El 13 de novembre de 1993, mentre tocava els preludis i fugues de Xostakóvitx en un concert a San Francisco, Nikolàievaa va patir una hemorràgia cerebral que li va impedir finalitzar el concert. Va morir nou dies més tard, el 22 de novembre.

## Carrera
L'any 1942 va fer el seu primer concert com a solista, amb l'orquestra de Moscou. El seu repertori era molt ampli, incloïa totes les obres per a piano de Bach, 32 piano sonatas i 5 concerts per a piano i orquestra de Beethoven, obres de Scarlatti, Mozart, Schubert, Chopin i Schumann entre d'altres.
Mentre estudiava al Conservatori de Moscou, va guanyar el primer premi del concurs en commemoració de la mort d'Aleksandr Skriabin. Però el gran triomf en la carrera de Nikolayeva va ser guanyar el primer premi del concurs Bach Competition in Leipzig. Sent una pianista molt jove, va causar sensació entre el jurat del concurs. Va interpretar els Preludis i Fugues de Bach. Entre el jurat es trobava el compositor Dmitri Xostakóvitx, el qual va quedar molt impressionat per la interpretació de Nikolayeva. A partir d'aquest momento, es va iniciar una relació d'amistat entre Xostakóvitxi Nikolayeva que duraria tota la vida.
Xostakóvitx va compondre els 24 Preludis i Fugues op. 87 per a ella, entre l'octubre de 1950 i el març de 1951. Durant el període que Xostakóvitx es trobava component aquestes peces, Nikolàieva el trucava cada dia i anava a casa seva per veure'l tocar el que havia compost de nou.
En una entrevista que ella concedeix amb Bruce Duffie, parla sobre la relació amb Xostakóvitx i amb la seva música: 
| « | La meva relació amb Xostakóvitx va durar 25 anys i va ser molt propera. Jo vaig observar molt bé la seva música i sabia molt bé com tocar-la. Des de 1950 fins al 1975, que ell va morir, vaig estar present a totes les seves estrenes. Inclús havia estat present a molts assajos. El seu quintet de corda va ser compost al mateix temps que els 24 Preludis i Fugues. Els Preludis i Fugues van ser una cosa molt especial. Els vaig veure i escoltar mentre estaven sent composts. Quan Xostakóvitx estava component les peces per a piano, em trucava cada dia. Anava a casa seva i ell tocava fragments per mi. Conservo tots aquests records i entenc el seu treball espiritual. El considero un geni de veritat, i estic molt agraïda. Òbviament tinc llibertat a l'hora d'interpretar les peces, pero fonamentalment, les interpreto de la manera que Xostakóvitx volia que es toquessin. | » |

L'any 1952 es van interpretar per primera vegada els 24 preludis i fugues complets, a la ciutat de Leningrad, de la mà de Nikolàieva.
A principis de 1950 va fer la seva primera gran gira per Europa, Àsia, Amèrica Llatina, Austràlia i Nova Zelanda. La gran majoria d'artistes de la Unió Soviètica no gaudien d'aquesta oportunitat. Va tocar sota la direcció dels directors més reconeguts del moment a gairebé tots els països del món.
Tenia molt bona relació amb la Lithuanian Chamber Orchestra. Van tocar junts més de 100 concerts. Un dels seus concerts més memorables va ser la interpretació dels 12 concerts per a piano de Bach, tocats com un cicle complet durant tres nits seguides
Una altra faceta molt important en les activitats de Nikolayeva va ser el fet d'entrar com a professora al Conservatori de Moscow. En aquesta àrea, ella va posar totes les seves ganes i tot el seu empeny. Com havia après de Goldenweiser, Nikolayeva no es considerava només una professora d'instrument. Ella volia formar als seus estudiants també com a persones, per a la vida en general. Li agradava tocar amb els seus alumnes en forma d'ensemble.
A mitjans dels anys 70, Nikolayeva va organitzar a Moscou una sèrie de reunions artístiques en les quals j,untament amb els seus estudiants, duien a terme una serie de dotze concerts de Bach per a piano. La pianista creia que era una bona oportunitat de poder entrar en el món del compositor, abraçar per complet la obra de Bach i d'aquesta manera, poder entendre la finalitat del compositor.
Aquestes vetllades son recordades com un element important dins de l'activitat musical i artística de la ciutat. Els crítics van señalar la interpretació inusual de la música de Bach de la mà de Nikolayeva. Es reconeixia un estil tímbric interessant, una gran claredat polifónica.
Va tenir una gran generació d'alumnes devots, com Nikolai Lugansky, A. Batagov, Evseeva M., T. Levitin.
Des del 1942 fins al 1993 va dur a terme més de 3000 concerts, interpretant més de 1000 obres de 74 autors.
Si alguna cosa cal destacar de la carrera artística de Nikolayeva és, sens dubte, el ampli repertori que va adquirir al llarg de la seva vida. Es diu que només podria competir amb Arthur Rubinstein. En els seus 50 anys d'activitat artística va anar acumulant any rere any més peces dins del seu repertori. Constava amb totes les obres per a piano de Bach, les 32 sonates de Beethoven, els concerts i variacions, els cicles de Schumann, gran part de la música de Schubert, Chopin, Liszt, Brahms, Debussy, Ravel, Rachmaninoff, Prokofiev... Entre d'altres.
Tot i així, mai va deixar d'omplir el seu repertori. Molts compositors acudien a ella per tal que estrenés les seves obres. Com a exemple tenim els concerts de Golubeva, Kryukov, Eshpaja i molts altres.
Nikolayeva creia que era important donar visibilitat a nous compositors, no només a grans compositors reconeguts pel cànon com Bach o Beethoven. Per això, era habitual veure noms com Medtner, Dyutye o Fiala en els seus cartells de concert. Pretenia fer difusió de les noves obres de compositors soviètics. Prokofiev i Shostakovich eren molt presents en els seus concerts.

## Obres
Ella també va dedicar-se a compondre. Dins de les seves obres hi trobem dos concerts per a piano, 24 concert estudis per a piano i una sonata per a piano. També un arrangament per a piano sol de Pere i el Llop de Prokofiev.
- Cantata Pesn o schastye (Song about Happiness)
- Concert per a Piano No. 1 en Si major, Op. 10, el qual es va estrenar i enregistrar l'any 1951.
- Concert per a Piano No. 2 in Mi major, Op. 32 (1966)
- Concert per a Violí (1972)
- Simfonia (1955; rev. 1958)
- Trio per a piano, flauta i viola, Op. 18
- 24 Concert Études, Op. 13 (1951–53)
- 5 Études, Op. 22 (1961)
- Preludis per a Piano
- Piano Sonata (1947–49)
- String Quartet in four movements (1960)
- Piano Quintet (1947)
- Valse-Caprice for Violin and Orchestra (1966)
- Variations in Memory of Miaskovsky, per a piano (1953)

## Enregistraments
Amb el seu enorme repertori i popularitat a la seva terra natal, Nikolayeva va fer molts enregistraments per al segell de l'estat Melodya a l'URSS que es va emetre en discos de 78 rpm i LP. Els primers enregistraments en discs de 78 rpm inclouen un excel·lent interpretació de la peça Moment Musical en mi menor op. 16 No. 4 de Rachmaninov i de les Variacions Brillants de Chopin, op.12.
L'any 1950 Nikolayeva també va registrar per Supraphon a Txecoslovàquia.
Dels seus entregistraments amb Melodya, els més importants són el Concert per a Piano no. 2 en Sol Major Op. 44 de Txaikovsky. També va gravar les sonates per a piano en fa menor, número 4, op. 22 pel seu professor de composició Yevgeny Golubev.
El 1975 Nikolayeva va realitzar l'enregistrament de tots els concerts de teclat de Bach, incloent els de dos i tres teclats, a Moscou. Els enregistraments d'aquestes peces van ser duts a terme per Ariola-Eurodisc.
En LPs posteriors a 1980 trobem obres de Hindemith, i concerts per a piano de Haydn. Ambdues gravacions van ser realitzades per Saulius Sondeckis.
Fer un seguiment de l'obra de Nikolayeva en disc compacte és molt difícil, ja que va gravar per a moltes discogràfiques i molts dels seus enregistraments fets a Rússia han estat autoritzats a discofràfiques europeas i americanes.